# Awaswas

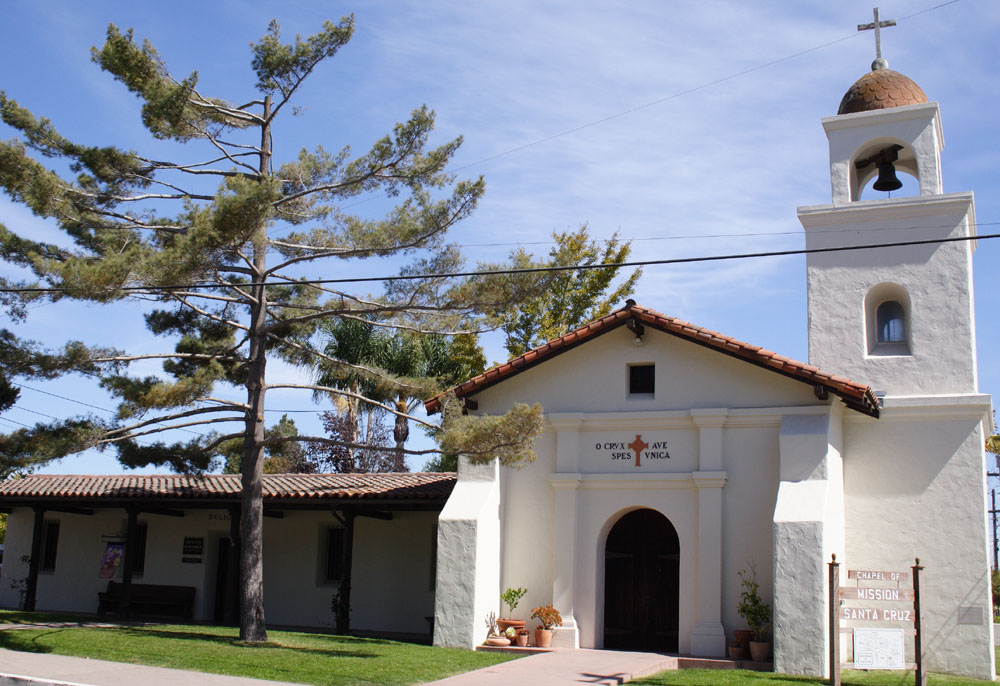
Capella de la Missió de Santa Cruz, reconstruïda.

L'awaswas (també conegut com a costano Santa Cruz) és una de les vuit llengües ohlone, parlada històricament pels aswaswas del Nord de Califòrnia, i forma part de les llengües utianes.

## Història
Els awaswas vivien a les muntanyes Santa Cruz i al llarg de la costa de l'actual comtat de Santa Cruz fins a l'actual Davenport a Aptos. L'awaswas es va convertir en l'idioma principal parlat a la Missió de Santa Cruz. Tanmateix hi ha evidències que aquest grup era més geogràfic que no pas lingüístic, i que els registres del "costano Santa Cruz" representa de fet diversos dialectes.
En 2012 el cap tribal Amah Mutsun Valentin Lopez va afirmar que ""La seva reberebesàvia era l'últim dels parlants d'awaswas."